# انجمن پزشکی ایرانیان آمریکا

انجمن پزشکی ایرانیان آمریکا (IAMA) بزرگ‌ترین سازمان پزشکی ایرانیان مقیم ایالات متحده آمریکا است.
این سازمان که سال ۱۳۷۲ تأسیس گشت در ۸ ایالت آمریکا شعبات ویژه دارد.

## جستارهای مربوط
- ایرانیان مقیم آمریکا

## وب‌گاه رسمی
- www.iama.org